# Зіліштянка
Зіліштянка (рум. Zilișteanca) — село у повіті Бузеу в Румунії. Входить до складу комуни Пошта-Килнеу.
Село розташоване на відстані 108 км на північний схід від Бухареста, 11 км на північ від Бузеу, 92 км на захід від Галаца, 108 км на південний схід від Брашова.

## Населення
За даними перепису населення 2002 року у селі проживали 833 особи. Усі жителі села рідною мовою назвали румунську.
Національний склад населення села:
| Національність | Кількість осіб | Відсоток |
| -------------- | -------------- | -------- |
| румуни         | 824            | 98,9%    |
| цигани         | 9              | 1,1%     |